# Qırmızı Qəsəbə
Qırmızı Qəsəbə (bis 1991 Krasnaja Sloboda, russisch Красная Слобода; beides bedeutet „Rote Siedlung“) ist eine Siedlung (qəsəbə) im Rayon Quba im Norden Aserbaidschans, am Ostrand des Großen Kaukasus.

## Geografie
Qırmızı Qəsəbə liegt am linken (nördlichen) Ufer des Flusses Kudyal gegenüber der größeren Stadt Quba.

## Geschichte und Bevölkerung
Nach der Errichtung der sowjetischen Herrschaft wurde die Siedlung im Jahr 1926 offiziell in „Rote Siedlung“ (aserb. Qırmızı Qəsəbə) umbenannt.
Fast die gesamte Bevölkerung der Siedlung, 3.200 Einwohner im Jahr 2021 und etwa 3.300 im Jahr 2014, gehört zu den Bergjuden, die in dem Gebiet nachweislich seit dem 13. Jahrhundert leben. 1742 wurde den Juden vom Khan von Quba, Feteli Khan, die Genehmigung zur Anlage einer Siedlung an der heutigen Stelle erteilt. Den Bewohnern wurde Religionsfreiheit zugesagt. Der ursprüngliche Name Hebräische/Jüdische Siedlung (Jewreiskaja Sloboda) wurde in der sowjetischen Zeit in Rote Siedlung geändert.
Die Bergjuden sprechen eine dem Persischen nahestehende Sprache, das Tatische oder Dschuhuri. Laut den sowjetischen Volkszählungen von 1959 und 1970 lag die Zahl der Bergjuden in dieser Zeit zwischen 50.000 und 70.000. Heute leben in der „Roten Siedlung“ etwa 3.000 bis 4.000 Bergjuden.

## Die Zeit nach dem Ende der Sowjetunion
Nach dem Ende der Sowjetunion Anfang der 1990er-Jahre wanderten mehr als 75 % der 18.000 Bewohner der Stadt nach Israel und in die USA aus. Die erfolgreichsten Geschäftsleute aus Krasnaja Sloboda waren jedoch diejenigen, die nach Moskau gingen und dort zum Beispiel auf dem Tscherkisowoer Markt Geschäfte machten. Einige von ihnen, so Sarach Ilijew oder God Nissanow, wurden Millionäre und Milliardäre, denen in Moskau unter anderem das Hotel Ukraina und das Einkaufszentrum Jewropeiski gehört.
Die Bergjuden in der Ferne sorgen dafür, dass die Siedlung gute Straßen und Infrastruktur besitzt. Die Häuser sehen gepflegt aus, eine neue Synagoge Bet Knesset wurde errichtet, und die Friedhöfe werden für manchen Auswanderer zur letzten Ruhestätte.
2020 wurde im Ort ein Museum der Bergjuden eröffnet, das zu diesem Zeitpunkt einzige seiner Art weltweit. Das Museum wurde im Gebäude der Kartschoga, einer historischen sechskuppeligen Synagoge, untergebracht.